# Alexis Cossette-Trudel
Pour les articles homonymes, voir Cossette et Trudel.
Alexis Cossette-Trudel, né le 30 octobre 1972 à Cuba, est un vidéaste web canadien québécois connu pour son adhésion et sa promotion comme influenceur web ou publiciste de différentes théories du complot.

## Biographie
Alexis Cossette-Trudel est le fils de Louise Lanctôt et de Jacques Cossette-Trudel, militants du Front de libération du Québec qui se sont fait connaître lors de la crise d'Octobre. Il est également petit-fils de Gérard Lanctôt, ancien dirigeant du mouvement fasciste Parti de l’unité nationale.
Dans les années 2000, il crée le jeu de société Stratagame reprenant le même concept que Risk.
Il est diplômé de l'UQAM où il a obtenu un doctorat en sciences des religions. Il est également titulaire d'une maîtrise en sciences politiques.
Il est un adhérent aux théories du complot et militant politique, « proche de l'alt-right américaine » animateur de l'ancienne chaîne YouTube « Radio-Québec »,,,. Ses parents et sa sœur se sont dissociés de ses positions,.

### Parcours politique
Membre du Parti québécois, il est élu président du Comité national des jeunes du Parti québécois le 5 mars 2000. Il démissionne de son poste le 13 mai de la même année.
Il est candidat lors des élections générales québécoises de 2018 dans la circonscription de Sainte-Marie-Saint-Jacques pour le parti Citoyens au pouvoir. Il obtient 72 voix (0,29 %) et finit dernier des huit candidats.
En 2020, il se rapproche de Maxime Bernier. Il est en effet invité deux fois sur la chaîne YouTube du Parti populaire du Canada.

### Pandémie de Covid-19
Il est devenu connu lors de la pandémie de Covid-19 au Québec notamment en se faisant la voix des anti-masques et en contribuant à la désinformation à propos de la pandémie,.
Le 26 juillet, une manifestation contre le port du masque obligatoire se tient devant l'Assemblée nationale à Québec. Elle est organisée par Frédéric Pitre, fondateur du mouvement « Appel à la liberté », et Alexis Cossette-Trudel. Plusieurs orateurs, dont Lucie Laurier, énoncent leurs craintes que le Québec se transforme en dictature. Le mois suivant, Alexis Cossette-Trudel appelle les forces de l'ordre à se soulever afin de combattre la « dictature sanitaire ». Le 2 octobre 2020, il prend la parole lors d'une manifestation antimasque à Rimouski,.

### Autres théories
En 2023, il tient un discours climatosceptique.

### Réseaux sociaux
Sa chaîne YouTube Radio Québec est fermée en octobre 2020 pour infraction aux règles de la plateforme s'agissant de la publication de fausses informations,. Il est également banni de Facebook « en raison de son affiliation au mouvement conspirationniste QAnon, qui croit, entre autres, que les événements mondiaux sont contrôlés par une cabale de pédophiles sataniques ». Son compte Twitter est suspendu le 8 janvier 2021 pour les mêmes raisons. Il a depuis migré sur la plateforme d'hébergement de vidéo Odysee, sur la plateforme d'extrême-droite Gab, sur le réseau social russe VK et sur la plateforme Gettr.

## Publications
- Alexis Cossette-Trudel, De l’école du Milieu : Transcendance, langage et raison dans la pensée de Wittgenstein, Tsongkhapa et Schopenhauer. Thèse de doctorat en sciences des religions, Montréal, Université du Québec à Montréal, 2011, 319 p. (lire en ligne [PDF]), p. 168
- Alexis Cossette-Trudel, La politique de la Chine au Tibet : comment reconstruire le nous tibétain. Mémoire présenté dans le cadre de la maîtrise en science politique, Université du Québec à Montréal, 2004 (ISBN 2-7638-7122-4 et 978-2-7638-7122-6, OCLC 71343960̟)